# Ярославська
Ярославська — станиця у Мостовському районі Краснодарського краю, центр Ярославського сільського поселення.
Населення 5 388 мешканців (2002).
Станиця розташована у верхів'ях річки Фарс (притока Лаби) за 35 км північно-західніше районного центру — смт Мостовський.

## Національний склад населення (2002 р.)
| Національність | Кількість осіб | Відсоток |
| -------------- | -------------- | -------- |
| росіяни        | 4913           | 91,2%    |
| українці       | 120            | 2,2%     |
| інші           | 355            | 6,6%     |

## Історія
Заснована при заселені Західного Кавказу в 1861 р. під назвою Нижньо-Фарсовська. У 1867 році перейменована в Ярославську.
Входила до Майкопського відділу Кубанської області.
1882 року за станицею Майкопського повіту Кубанської області було закріплено 13400 десятин землі, налічувалось 357 дворових господарства та 550 будинків, у яких мешкало 4639 осіб (2432 чоловічої статі та 2207 — жіночої), існували православна церква, школа для хлопчиків, поштова станція, 6 лавок, 7 питних заклади, 10 водяних млинів.
За переписом 1897 року кількість мешканців зросла до 8091 особи (4044 чоловічої статі та 4047 — жіночої), з яких 8079 — православної віри.
Була адміністративним центром самостійного Ярославського району. Великий хлібозавод ("Лук'янівський хліб"). У 2005 році збудовано найбільший на півдні Росії тепличний комбінат "Південь-Агро". Площа теплиць, у яких вирощують троянди, становить 16 га.
Назва, як і в багатьох станицях, топоніми котрих є похідними від назв середньоросійських міст, отримала від назви полку, що воював у тутешніх місцях в ході Кавказьких воєн XIX століття.